# アイ・キャン・スピーク
『アイ・キャン・スピーク』（朝鮮語: 아이 캔 스피크）は、2017年公開の大韓民国（韓国）のドラマ映画である。
原作は「日本軍慰安婦被害者シナリオ公募展」1位入選作。2007年のアメリカ合衆国下院121号決議採択前、公聴会で李容洙が証言したことに着想を得て制作されたものである。